# دایجوکان
دایجو-کان (به ژاپنی: 太政官 Daijō-kan) بالاترین ارگان ژاپن قبل از دولت مدرن امپراتوری تحت نظام حقوقی ریتسوریو در طی و بعد از دوره نارا بود که رئیس آن را دایجو دایجین می‌گفتند. دایجو-کان بعد از دولت مدرن امپراتوری جای خود را به هیئت دولت ژاپن داد. در نظام ریتسوریو، این نهاد بالاترین نهاد حکومت ملی بود. این نهاد ۱۰۰ اداره دولتی زیر نظر هشت وزارتخانه را کنترل می‌کرد و بر کشور حکومت می‌کرد. رؤسا، دایجو-دایجین و وزرای چپ و راست (معروف به سانکو) بودند و بعدها نای‌دایجین پایین‌تر از آنها قرار گرفت. معاون وزیر، دایناگون بود که به وزیر کمک می‌کرد. در سال ۷۰۵ (سال دوم کی‌یون)، تعداد دایناگون کاهش یافت و چوناگون جای آن را گرفت. علاوه بر وزرا و ناگون‌ها، مشاورانی نیز وجود داشتند که در حکومت ملی شرکت می‌کردند و در سال ۷۳۱ (سال سوم تنپیو)، این عنوان رسمی شد. موارد فوق در مجموع کوگیو (کوگیو) نامیده می‌شدند. همچنین سه دفتر در داجوکان وجود داشت: دفتر شوناگون و دفتر بنکان چپ و راست که وظایف مشترکی داشتند. رؤسا به ترتیب شوناگون و داینبن چپ و راست بودند.
داجوکان (به ژاپنی: 太政官 Dajō-kan) یک نظام اداری دولتی بود که توسط دولت میجی در تاریخ ۱۱ ژوئن ۱۸۶۸ ایجاد شد. داجوکان در سال ۱۸۸۵ با تأسیس هیئت دولت ژاپن منسوخ شد. داجوکان بالاترین نهاد ملی در ژاپن در اوایل دوره میجی است. قبل از دوران مدرن، اصطلاح داجوکان به کاهن ارشدی اشاره داشت که مستقیماً تحت نظر امپراتور بود و مسئولیت هسته اصلی اداره ملی را در حدود قرن‌های هفتم و هشتم بر عهده داشت. در سیستم مدرن داجوکان، اصطلاح داجوکان به یک سازمان دولتی اشاره دارد که در ژوئن ۱۸۶۸ تأسیس شد و تا زمان تأسیس سیستم کابینه در دسامبر ۱۸۸۵ به حیات خود ادامه داد.

## شورای دولتی
فهرست زیر نگاهی سطحی به پیچیدگی آنچه در ابتدا به عنوان ساختار درباری ماقبل فئودالی طراحی شده بود را ارائه می‌دهد. چیزی که این فهرست نمی‌تواند به راحتی توضیح دهد این است که چگونه یا چرا دایجو-کان در طول قرن‌ها انعطاف‌پذیر و مفید بوده است:
- صدراعظم قلمرو دایجو-دایجین (Daijō-daijin 太政大臣) همچنین ببینید، سرپرست صدراعظم (Chidajokanji, Chi-daijōkanji).
- وزیر چپ سادایجین (وزیر چپ، Sadaijin 左大臣).
- وزیر راست اودایجین (وزیر راست، Udaijin 右大臣).
- وزیر کشور نای‌دایجین (وزیر داخلی، 内大臣, Naidaijin).
- مشاور ارشد دایناگون (大納言, Dainagon)، سه سمت. معمولاً سه دایناگون وجود دارد، گاهی بیشتر.
- مشاور میانی چوناگون (中納言, Chūnagon) سه نفر. معمولاً سه Chunagon، گاهی ابیشتر وجود دارد.
- مشاور صغیرشوناگون (少納言, Shōnagon), سه مقام. معمولاً سه شوناگون وجود دارد.
- مشاور همکار سانگی (ژاپن) (参議, Sangi). این دفتر به عنوان مدیر فعالیت‌های دایجو-کان در داخل کاخ عمل می‌کند.
- دبیرخانه خارجی (گکی 外記, Geki). اینها مردانی هستند که به‌طور خاص نامگذاری شده‌اند و به صلاحدید امپراتور عمل می‌کنند.
- کنترل‌کننده اصلی سمت چپ (شیر بزرگ سمت چپ، سادایبن). این مدیر مسئول یا مأمور نظارت بر چهار وزارتخانه بود: مرکز، خدمات ملکی، مراسم و امور مردمی.
- کنترل‌کننده اصلی سمت راست (اودایبن) این مدیر مسئول یا مأمور نظارت بر چهار وزارتخانه بود: ارتش، دادگستری، خزانه‌داری و خانه امپراتوری.
- دستیار اول کنترل‌کننده سمت چپ (ساچوبن).
- دستیار اول کنترل‌کننده سمت راست (اوچوبن).
- دستیار دوم کنترل‌کننده سمت چپ (ساشوبن).
- دستیار دوم کنترل‌کننده سمت راست (اوشوبن).
- دبیر اول سمت چپ (سادایشی). دبیر اول جناح راست (اودایشی).
- دبیران دستیار جناح چپ یا راست (شیشو)، ۲۰ سمت. بیست مقام با این عنوان وجود دارد.

## دایجوکان در زمانامپراتور کومی
در دوران سلطنت امپراتور کومی، دایجوکان شامل:
- دایجو-دایجین، تاکاتسوکاسا ماسامیچی، ۱۸۵۶–۱۸۲۳
- سادایجین (وزیر چپ)

- نیجو نارینوبو ۱۸۴۷–۱۸۲۴
- کوجو هیساتادا ۱۸۵۷–۱۸۴۷
- کونوئه تاداهیرو ۱۸۵۹–۱۸۵۷
- ایچیجو تاداکا ۱۸۶۳–۱۸۵۹

- اودایجین (وزیر راست)

- کونوئه تاداهیرو ۱۸۵۷–۱۸۴۷
- اوئینومیکادو تسونه‌هیسا ۱۸۵۷–۱۸۵۷
- تاکاتسوکاسا سوکه‌هیرو ۱۸۵۹–۱۸۵۷
- کاساننواین ایه‌آتسو ۱۸۶۲–۱۸۵۹
- نیجو نارییوکی ۱۸۶۴–۱۸۶۲
- توکودایجی کین‌ایتو ۱۸۶۸–۱۸۶۴

- نای‌دایجین (وزیر داخلی/وزیر کشور)

- کاساننواین ایه‌آتسو ۱۸۶۲–۱۸۵۹
- تاکاتسوکاسا سوکه‌هیرو ۱۸۵۷–۱۸۴۸
- نیجو نارییوکی ۱۸۶۲–۱۸۵۹
- توکودایجی کین‌ایتو ۱۸۶۴–۱۸۶۲

- دایناگون (مشاور درجه یک)

همچنین در دوره سلطنت امپراتور کومی چهار کانپاکو هم به عنوان مشاور امپراتور خدمت می‌کردند که خارج از سیستم دایجوکان است.
- کانپاکو، کوجو هیساتادا، ۱۸۵۶–۱۸۶۲

- کانپاکو، کونوئه تاداهیرو، ۱۸۶۲–۱۸۶۳
- کانپاکو، تاکاتسوکاسا سوکه‌هیرو، ۱۸۶۳
- کانپاکو، نیجو نارییوکی، ۱۸۶۳–۱۸۶۶